# St Martin's Without
St Martin's Without est une paroisse civile du Cambridgeshire, en Angleterre.